# Сахебґандж
Сахебґандж (англ. Sahebganj) — місто в індійському штаті Джхаркханд, розташоване на березі Гангу, адміністративний центр округу Сахебґандж. Місто дуже космополітичне, серед мешканців багато адівасі, багато вихідців зі штатів Біхар, Західний Бенгал, Джхаркханд, біженців з Бангладеш і Пакистану.
| Індія | Це незавершена стаття з географії Індії. Ви можете допомогти проєкту, виправивши або дописавши її. |